# Drapeau de l'Islande
 (septembre 2024).
Si vous disposez d'ouvrages ou d'articles de référence ou si vous connaissez des sites web de qualité traitant du thème abordé ici, merci de compléter l'article en donnant les références utiles à sa vérifiabilité et en les liant à la section « Notes et références ».

Pavillon présidentiel de l'Islande. Ratio 37:18.

Drapeau des services de douanes islandais. Ratio 37:18. Le «T» signifie la «Tollstjóri», la direction islandaise de douanes.

Le drapeau de l'Islande est décrit officiellement dans la loi no 34, du 17 juin 1944, jour où l'Islande est devenue une République. Cette loi est intitulée « Loi du drapeau national des Islandais et les Armes d'État » et décrit le drapeau islandais comme suit :
Le drapeau civil des Islandais est bleu comme le ciel avec une croix blanc-neige, ainsi qu'une croix rouge à l'intérieur de la croix blanche. Les bras de la croix s'étirent jusqu'au bord du drapeau et leur surface combinée est de 1/9, la croix rouge participe à 1/9 du drapeau. À gauche, les espaces bleus sont carrés, et à droite ce sont des rectangles dont la surface est le double de celle des carrés. Les proportions du drapeau sont 18/25.
Les proportions des éléments figurant sur le drapeau sont donc les suivantes :
- En largeur et de gauche à droite, de 7-1-2-1-14
- En hauteur et de haut en bas, de 7-1-2-1-7

Le pavillon d'État (Tjúgufáni) est différent du pavillon civil dont les carrés extérieurs font trois fois la longueur des autres carrés. De plus, les carrés extérieurs sont coupés du coin du drapeau jusqu'au centre de leur longueur où il touche la croix rouge. À partir de là, le drapeau est coupé verticalement.

## Histoire

### Premiers drapeaux islandais à la morue
Le premier drapeau islandais connu reprend le symbole de la morue séchée, symbole utilisé depuis 1539 comme représentatif de l'Islande, en raison de l'importance alors primordiale de cette pêche pour l'île. Les anciennes armoiries de l'Islande, introduites en 1593 et figurant sur le sceau du gouverneur, comportaient déjà une morue sans tête surmontée d'une couronne. Un pavillon reprenant la morue est dessiné par le juriste, poète et naturaliste Egger Olafsson, à la demande du gouverneur de l'Islande Skúli Magnússon pour servir à des bateaux danois faisant commerce avec l'Islande. 

Drapeau de l'Islande sous Jørgen Jørgensen.

En 1809, l'aventurier danois Jørgen Jørgensen, dit « Jörundur, roi des jours de canicule », qui s'était proclamé Grand Protecteur de l'Islande et prétendait libérer le pays de la domination danoise en édictant une déclaration d'indépendance, dota brièvement l'Islande d'un drapeau représentant trois morues blanches sur fond bleu, avant d'être expulsé par les Anglais. 

### XXesiècle
Le pavillon civil de l'Islande a été utilisé comme un symbole non officiel depuis 1913. Il a été officiellement adopté le 19 juin 1915, l'Islande restant un territoire du Danemark. Il est utilisé en mer depuis le 1er décembre 1918 lorsque l'Islande est devenu un royaume séparé, en union avec celui du Danemark. Le 17 juin 1944, il a été institué comme emblème de la république indépendante d'Islande. Comme les autres croix scandinaves, le dessin est fondé sur celui du drapeau du Danemark. (Il comporte aussi les mêmes couleurs, inversées, que le drapeau de la Norvège, avec qui elle a des forts liens ancestraux.)

Ancien drapeau officieux, connu sous le nom de Hvítbláinn ("le blanc-bleu"), utilisé par les Républicains islandais vers 1900. Un dessin très similaire fut adopté comme drapeau des Shetland

## Lois concernant le drapeau
Une loi sur le drapeau national et les armoiries fut publiée le 17 juin 1944, le jour où l'Islande est devenue une république. C'est la seule et unique loi importante à propos du drapeau et des armoiries, mises à part deux lois de 1991 : une qui définit les fêtes nationales ainsi que la période pendant laquelle le drapeau est levé, et la deuxième définissant les couleurs utilisées par le drapeau islandais (précédemment, c'était la coutume qui définissait les couleurs).
La loi décrit les dimensions du drapeau classique et celles des drapeaux spécifiques du gouvernement, des ambassades et du Ministère des Affaires Étrangères. La loi explicite aussi les utilisations, comme la manière dont le drapeau doit être attaché sur différents montants : pylône, maison, et les différents types de navires.
Selon la loi, utiliser le drapeau est un privilège et non un droit. Le propriétaire doit suivre les instructions sur son utilisation et s'assurer que son drapeau est en accord avec la réglementation sur la couleur, le port... La loi précise aussi que personne ne doit être irrespectueux envers le drapeau par ses actes ou ses mots. Cela est sujet à amende et à une peine de prison qui peut aller jusqu'à un an.
La loi originale, dans son dix-septième article, indique qu'une autre loi se chargera de régler les détails concernant les fêtes nationales, la période dans la journée pendant laquelle le drapeau peut être hissé. Mais une telle loi ne sera prise que presque 50 ans après, en 1991. Cette loi dit que le drapeau ne peut être hissé qu'après sept heures du matin et que, de manière préférentielle, il ne peut rester hissé après le coucher du soleil et en tous cas pas  après minuit. Cependant si le drapeau est levé pour une assemblée à l'extérieur, pour un rassemblement officiel, des funérailles, ou une cérémonie du souvenir, le drapeau peut rester hissé jusqu'à la fin de l'évènement mais jamais après minuit,.

## Fêtes nationales

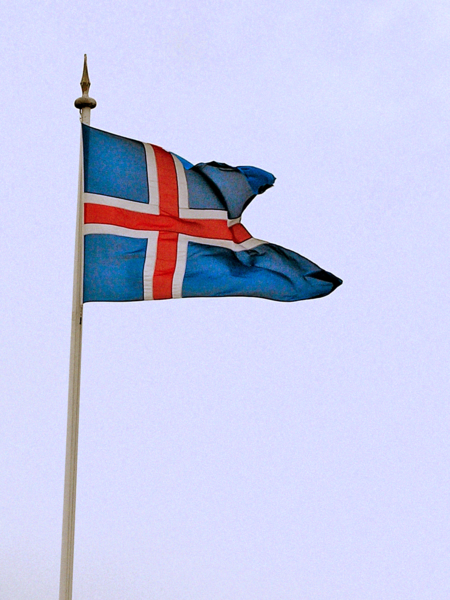
Tjúgufáni hissé.

Selon la loi no 5 du 23 janvier 1991 les dates suivantes sont considérées comme fêtes nationales. Lors de ces journées, le drapeau doit être hissé sur les bâtiments officiels, sous la supervision d'officiels et de représentants de l'État. Chaque année, le Bureau du Premier Ministre islandais peut ajouter des dates. Pendant ces journées, le drapeau doit être hissé au plus haut sauf le Vendredi saint où il doit être monté à mi-mât.
- L'anniversaire du Président de l'Islande
- Jour de l'An
- Vendredi saint
- Pâques
- le premier jour de l'été, sumardagurinn fyrsti  en Islandais
- le1er mai
- Pentecôte
- le jour des marins
- 17 juin
- 1er décembre
- Noël[5]

## Le pavillon d'État
Le pavillon d'État de l'Islande (Ríkisfáni), connu sous le nom de Tjúgufáni flotta pour la première fois en décembre 1918 sur les ministères, même si aucune loi sur son usage n'était finie. Ce n'est que le 12 février 1919 qu'une telle loi entra en vigueur.
Le pavillon d'État est utilisé sur les bâtiments gouvernementaux et sur les ambassades. On peut aussi le trouver sur d'autres bâtiments qui sont utilisés d'une façon ou d'une autre par le gouvernement.
Le Tjúgufáni est l'enseigne navale des Garde-Côte islandais. Les navires d'État et les autres navires peuvent l'utiliser.
Le drapeau du services des douanes est utilisé sur les bâtiments des douanes, les points d'entrée sur le territoire et sur les navires du service des douanes.
Le pavillon présidentiel flotte sur les résidences du Président ainsi que sur tout véhicule le transportant.

## Couleurs

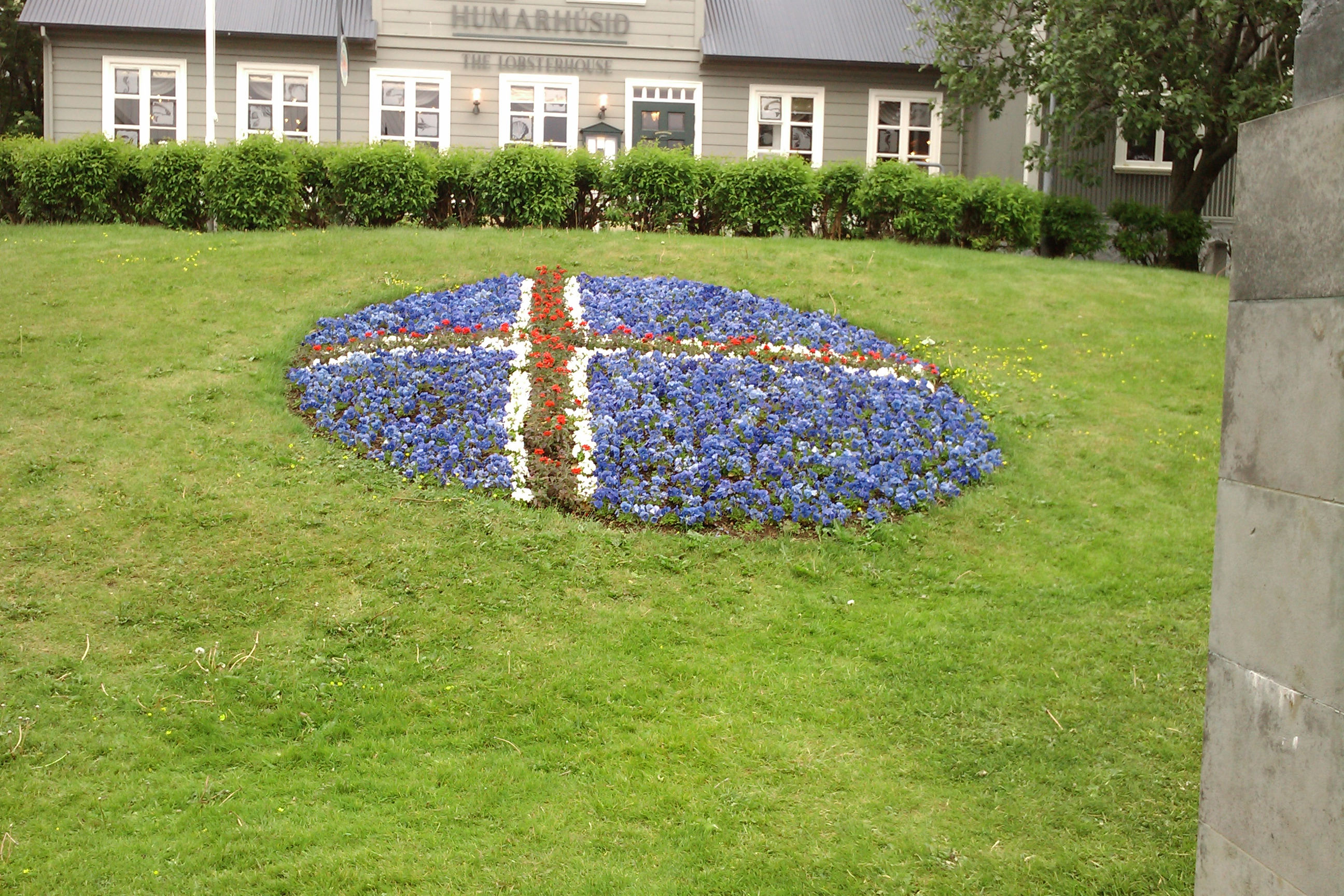
Parterre de fleurs aux couleurs du drapeau

Les couleurs choisies pour le drapeau islandais rappellent la géographie et les caractéristiques du pays : le rouge symbolise les éruptions de lave, le blanc quant à lui rappelle les glaciers et la neige, enfin, le fond bleu a été choisi pour représenter à la fois les montagnes, le ciel, la mer et les chutes d'eau.
Officiellement, les couleurs du drapeau islandais respectent une loi de 1991 qui précise que les couleurs doivent être comme suit d'après SCOTDIC (Dictionnaire International de la Couleur) :
- Bleu-ciel: SCOTDIC no 693009.
- Blanc-neige: SCOTDIC no 95.
- Rouge-feu: SCOTDIC ICELAND FLAG RED[1].

Récemment le gouvernement islandais a spécifié les détails dans des systèmes plus connus : Pantone Inc. et quadrichromie (CMYK). Cependant cela reste des propositions non officielles.
Système Pantone :
- Bleu: PMS 287 (hexadecimal RGB approximation #0048E0)
- Rouge: 199[1] (hexadecimal RGB approximation #FF0F00)

CMYK:
- Bleu: CMYK 100-69-0-11.5
- Rouge: CMYK 0-94-100-0